# Gelotia
Genre
Synonymes
- Policha Thorell, 1892
- Codeta Simon, 1900

Gelotia est un genre d'araignées aranéomorphes de la famille des Salticidae.

## Distribution
Les espèces de ce genre se rencontrent en Asie et en Océanie.

## Liste des espèces
Selon World Spider Catalog (version 25.5, 09/09/2024) :
- Gelotia argenteolimbata (Simon, 1900)
- Gelotia bimaculata Thorell, 1890
- Gelotia bouchardi (Simon, 1903)
- Gelotia frenata Thorell, 1890
- Gelotia lanka Wijesinghe, 1991
- Gelotia liuae Wang & Li, 2020
- Gelotia onoi Hoang, Phan & Vo, 2024
- Gelotia robusta Wanless, 1984
- Gelotia salax (Thorell, 1877)
- Gelotia syringopalpis Wanless, 1984
- Gelotia zhengi Cao & Li, 2016

## Systématique et taxinomie
Ce genre a été décrit par Thorell en 1890 dans les Salticidae.
Policha a été placé en synonymie par en .
Codeta a été placé en synonymie par Wanless en 1984.

## Publication originale
- Thorell, 1890 : « Diagnoses aranearum aliquot novarum in Indo-Malesia inventarum. » Annali del Museo Civico di Storia Naturale di Genova, vol. 30, p. 132-172 (texte intégral).